# Skarlanda
Skarlanda var en tänkt flygplats i Skaraborgs län (numera Västra Götalands län) som planerades under 1980-talet för att tjäna som regionalflygplats åt länet.
Flygplatsen skulle lokaliseras till Axvall nära Skara, därav namnet, och betjäna länets kommuner (bland annat Falköping, Lidköping, Skara, Mariestad och Skövde) med linjer inom Sverige och på sikt även chartertrafik.
Efter stor oenighet mellan kommunerna sprack projektet och Lidköpings, Falköpings och Skövdes kommuner satsade på varsin egen flygplats (Lidköping-Hovby flygplats, Falköpings flygplats, Skövde flygplats). Grov överskattning av behovet av passagerarflyg till dessa orter liksom överoptimistiska finansplaner ledde snart till att de tre flygplatserna var för sig blev förlustaffärer, och trots ett stort antal inpumpade miljoner av skattemedel och tappra försök att hitta lönsamma linjer så upphörde den reguljära passagerartrafiken. Prognoserna på antal passagerare baserades på den stora ökning som inrikesflyget hade på 1980-talet, men som bröts på 1990-talet.
Inte minst Skövde, den största av orterna i området, har goda tågförbindelser – även till Stockholm som sedan X2000-tågen introducerades nås på cirka två timmar.